# Svenska Blå Stjärnan
Svenska Blå Stjärnan (SBS) är en frivillig försvarsorganisation i Sverige. Organisationens syfte är att ”vara en mötesplats för djurintresserade i alla åldrar, utöva och sprida kunskap om god djurhållning samt utbilda frivilliga för uppdrag för myndigheter och organisationer”.
Organisationen genomför utbildning av djurskötare som kan rycka in vid bland annat provtagning vid smittsamma sjukdomar i djurstallar, evakuering vid bränder samt bistå lantbruket i tider av beredskap eller krig. SBS-föreningar bedriver också verksamhet som kaninhoppning, lydnadskurser för hund, körkurser för häst och djurskolor.
Svenska Blå Stjärnans uppdragsutbildning sker på uppdrag av myndigheter som Myndigheten för samhällsskydd och beredskap och Strålsäkerhetsmyndigheten.

## Historik
Den internationella organisationen bildades i Genève 1914 L'Etoille och den svenska avdelningen 22 mars 1917. Den hette från början Svenska Röda Stjärnan och skulle vara djurens motsvarighet till Röda Korset.  Det var det lidande som skadade arméhästar utsattes för under första världskriget, utan att någon ingrep, som gjorde att ett internationellt förbund bildades, för att ge bistånd till djur i krigssituationer. Denna idé togs så småningom upp av svenska djurskyddsföreningarnas centralförbund och den svenska motsvarigheten bildades. Röda Stjärnan hade från början endast kvinnliga medlemmar. Man utbildade ”stjärnsystrar” till hästsjukvårdare för armén, inrättade sjukstallar, tillverkade förbandsartiklar, anskaffade instrument och utrustning. För att samla in pengar ordnades basarer, soaréer och tombolalotterier.
1918 skickade Röda Stjärnan en hästambulans till Finland under Finska inbördeskriget. Hästambulansen bestod av 10 stjärnsystrar som stationerades i Tammerfors. I en före detta korvfabrik upprättades ett sjukstall där stjärnsystrarna under 3 månader behandlade över 350 hästar.
Efter krigsslutet inriktades verksamheten även på djursjukvård i fred.
1940 sände Svenska Röda Stjärnan en hästambulans till Finland. I Finland var den röda stjärnan inte användbar som symbol för föreningen, eftersom den var känd som symbol för Sovjetiska armén. 1 juli 1941 ändrades därför namnet till Svenska Blå Stjärnan.
Sedan 1975 har armén inte längre några hästar och därmed upphörde Svenska Blå Stjärnans uppgifter inom det militära försvaret. Föreningens nya uppgift gällde livsmedelförsörjning som är en viktig del av totalförsvaret. Stjärnorna krigsplacerades som djurvårdare och djursjukvårdare inom lantbruket eller som veterinärbiträden i det civila samhället. 
Från början kunde endast kvinnor vara medlemmar men sedan 1989 tillåts även män. Från och med 2001 tillåts även personer med utländskt medborgarskap teckna avtal/överenskommelse med organisationen.